# サンデーステーション
『サンデーステーション』は、2017年4月23日から2024年9月29日まで、テレビ朝日系列で毎週日曜（詳細な放送時間については後述）に生放送された、大型のニュース、報道ドキュメンタリー・情報番組。新聞のラ・テ欄では『サンステ』の略称も用いられている。

## 概要

### 放送開始までの経緯
テレビ朝日の土曜・日曜のプライムタイムには、これまで平日帯における『報道ステーション』（略称：『報ステ』）のようなニュース・ワイドショーの放送がなされておらず、土曜はTBS系列の『新・情報7days ニュースキャスター』が、日曜はフジテレビ系列の『Mr.サンデー』（フジテレビ・関西テレビ共同制作）がそれぞれ独占する格好となっていた。また、夕方の調査報道・ドキュメンタリーについても、土曜はTBS系列の『報道特集』が、日曜は日本テレビ系列の『真相報道 バンキシャ!』がそれぞれ占める状況にあった。
そうした状況の中で、2017年4月期の改編に際してテレビ朝日は「タイムテーブルの改革」を実施し、その一環として本番組ならびに『サタデーステーション』を新設する運びとなった。テレビ朝日の会長兼CEOの早河洋は、年頭のあいさつの中でこの土・日の21時台に報道番組を設けることによって「これで月曜日から日曜日のゴールデン・プライム帯にニュース番組が並ぶ独創的なタイムテーブルとなる」と語った。
土曜・日曜の21時台に報道番組を編成することについて、テレビ朝日側では「『報道ステーション』の実績や評価を踏まえ休日も視聴者ニーズがあると判断したこと」に加え、「近年の異常気象による災害や地震、火山噴火等が多発しテレビに常時ライフライン機能が求められていることなどによるもの」と説明している。本番組と『サタデーステーション』の立ち上げにより、テレビ朝日のプライムタイムは月曜 - 金曜の『報道ステーション』を含めて、月曜から日曜の毎日大型の報道番組が編成されることになるとされた。
本番組の開始に伴い、日曜21時台にて放送されていた単発放送枠『日曜エンターテインメント』（20:58 - 23:10）は2017年3月19日放送分をもって終了。また、それまで夕方に放送されていた『報道ステーション SUNDAY』（略称：『報ステSUNDAY』）も、本番組への改題リニューアルを名目として4月2日放送分で終了し、翌週（4月9日）より『ANNスーパーJチャンネル』（日曜版）が2年ぶりに復活。『報道ステーション SUNDAY』のメインキャスターを務めていた長野智子は本番組のメインキャスターに就任した。日曜最終の全国ニュースは本番組がその役割を担い、月曜未明の『GET SPORTS』は4月24日放送分より全編ローカルセールス枠に復帰。また4月17日をもって内包番組『ANN NEWS&SPORTS』（日曜版）が打ち切りとなった。20:54 - 20:58に放送されていた『ANNニュース・あすの空もよう』（スポットニュース・天気予報）も、本番組へ統合する形で発展終了となった。

### 番組内容
ニュースコーナーは、『報道ステーション』や『サタデーステーション』にはない「速報ニュース24h」を中心に構成。コメンテーターによる解説をはさみながら、放送開始時点までの24時間の主なトピックスを、「政治」「社会」「事件」などのジャンルに分けて伝える。さらに、通常編成ではスポーツニュースと天気予報のコーナーを設置。プロ野球シーズン中のゴールデンタイム時代の通常編成では、「どこよりも早いプロ野球速報」と銘打って、NHK総合および民放5大系列の番組では最も早い時間帯（21:30前後）にスポーツニュースを放送していた。
ゴールデンタイム時代はローカルニュース枠の設定がなく、系列局は本番組の直前もしくは直後のミニ番組枠でローカルニュースを流すなどして対応していた（前者は2018年3月25日まで、後者は2020年10月18日より）。夕方時代は後半にローカルニュース枠が設定されていた。
コーナーの内容によって、テレビ朝日のサービスエリアの首都圏以外で起きた出来事でも、当該地域のANN系列局の代わりにテレビ朝日が制作・取材を直接行う場合があった。

## 歴史

### 番組立ち上げから夕方への移動
2017年4月23日放送分の初回24分後拡大版から、第4回まで順に8.0%・6.6%・6.6%・6.3%をそれぞれ記録し（いずれもビデオリサーチ調べ、関東地区・世帯・リアルタイム。以下略）、この苦戦している視聴率推移が2017年の年度視聴率の6週経過時点において、TBSにゴールデンタイム・プライムタイムで民放2位の座を明け渡す要因として挙がっている。
2017年の年度下期に入ってからは、通常の放送時間帯にて放送されるケースは大幅に減少し、2時間スペシャルを放送した日こそ1度あったものの、この時期には単発の特別番組（ドラマスペシャル・映画・年1回放送のバラエティなど）放送のため、（若干の枠拡大ないし大幅な枠縮小を伴う）大幅な繰り下げや休止が頻発していた。
その後2018年4月の改編に際し、日曜のプライムタイムに単発放送枠『日曜プライム』（日曜 21:00 - 23:05）を立ち上げるのに伴い、本番組も4月1日放送分より前出の『報ステSUNDAY』と同時間帯となる日曜16:30 - 18:00に、放送時間帯を移す運びとなった。そのため、『ANNスーパーJチャンネル』日曜版第2期もわずか1年で終了となった（とはいえこの間も、2020年9月まで年末年始などでニュース番組枠が短縮される際には、日曜にも本番組の代替として『Jチャンネル』が放送されることがあった）。この放送時間帯の移動後は、17:25 - 17:51→17:48.30を全国ニュースパート（最新の一般ニュースとスポーツニュースを放送）、17:51→17:48.30 - 18:00をローカル枠に充当している（そのうち17:55までを系列局単位でのローカルニュースパートに設定している。また、大部分の系列局ではローカル枠を早く切り上げて17:55終了としている）。また夕方への枠移動に伴い、本番組に代わる日曜の最終版ニュースとして、4月2日より『ANN NEWS&SPORTS（日曜版）』が約1年ぶりに単独番組扱いで復活した。
出演者については、2018年春の枠大リニューアル時にスポーツ担当の紀真耶（テレビ朝日アナウンサー、以下断り無い限り同）が降板したほかは全員が続投しており、以降2019年9月に森川夕貴（番組開始時から女性サブキャスターとして出演）が『報道ステーション』に専念するため一旦降板するまでは、ほぼ番組開始時からの顔ぶれで通す形となった。同年10月からは、『報ステSUNDAY』にてスポーツ・天気キャスターを務めた久冨慶子が、森川の後任として加入。さらに、天気キャスターとして同年入社の新人・下村彩里が登板した。久冨・下村はわずか半年のみの出演であり、2020年春からは久冨の後任として林美桜が、下村の後任として入社したばかりの新人・佐藤ちひろがそれぞれ登板している。
2020年3月以降、新型コロナウイルス感染症の流行に伴う外出自粛要請の影響で、これにまつわる報道で軒並み2桁の高視聴率を記録している。また、スタジオ内での密集による感染を防ぐため、スタジオにはメインキャスターの長野1人のみとし、サブキャスターやコメンテーターは一時期別室または自宅からリモートでの出演という形とされた。
『報道ステーション』が2020年3月30日放送分よりリニューアルされ、それに伴うスタジオセット建て替え工事で通常使用している第3スタジオが使えなかった都合上、本番組も3月29日・4月5日放送分では別のスタジオに緑色のクロマキー用の幕と白色の舞台を建て込み、先代のスタジオセットを再現したCGを合成して放送された。4月6日放送分より『報道ステーション』『サタデーステーション』と3番組共用の新スタジオセットが使用開始され、本番組でも4月12日放送分より新セットでの放送へと移行した。

### プライムタイムへの再移動
2020年9月27日放送分を最後に、『報ステSUNDAY』の頃よりメインキャスターを務めてきた長野智子が降板。また、板倉・林・佐藤、それにコメンテーターの後藤やフィールドキャスターの斎藤も、長野と共に揃って降板となり、2000年4月に『ザ・スクープ』に出演するようになって以来20年半続いてきた、テレビ朝日における長野のレギュラー番組シリーズが終了した。10月4日・11日は、番組リニューアルへ向けた準備のため放送休止とされ、この2週分の最終版ニュースは5日・12日0:25 - 0:30（4日・11日深夜）に『ANNニュース』を放送し補完した。
2週間の休止期間を経て、2020年10月18日放送分より本番組も全面的にリニューアルを実施。「明日への再起動（リブート）」をコンセプトに掲げ、日曜の夜に新しい1週間を前向きに迎えるための"明日へのヒント"を感じさせるニュース番組を目指すとしている。このリニューアルに際しては、長野に替わる新たなメインキャスターとして、同年9月まで土曜朝の情報番組『週刊ニュースリーダー』（一部地域非ネット）や日曜朝の情報番組『サンデーLIVE!!』を担当していた小木逸平（テレビ朝日アナウンサー）と、1年ぶりに本番組へと復帰する森川夕貴（テレビ朝日アナウンサー）が就任。また、スポーツキャスターのポジションが2年半ぶりに設けられ、そちらには安藤萌々（テレビ朝日アナウンサー）が登板。小木・森川は『報道ステーション』、安藤は『グッド!モーニング』への出演もそれぞれ継続する。
また、リニューアルに伴って『日曜プライム』と『ANN NEWS&SPORTS』をそれぞれ終了させた上で、放送時間帯も2年半ぶりに21時台（21:00 - 21:55）に戻り、日曜最終版のANNニュースとしての役割も本番組が担う。これにより、テレビ朝日の全曜日のゴールデン・プライムタイムに報道番組が編成される状態が、2年半ぶりに実現する格好となった。同年10月4日からは、本番組移動後の日曜夕方のANNニュースとして、『ANNスーパーJチャンネル（日曜版）』（17:25 - 18:00）も2年半ぶりに復活。さらに、新たなオープニングテーマ曲として、男女混合4ピースバンド・緑黄色社会が番組に書き下ろした新曲『LADYBUG』が起用された（同曲は『サタステ』でも2020年10月3日放送分から使用されているが、当初の2週分は暫定的にオリジナル版を使用し、10月17日放送分以降の同番組ではインストゥルメンタル版を使用している）。
2021年10月10日放送分より、『報道ステーション』から異動となる太田昌克をコメンテーターとして起用。またこのリニューアルと同時に、森川はテレビ朝日系列の夕方の報道番組『スーパーJチャンネル』のメインキャスターに就任したが、同番組では出演曜日を火 - 金曜に絞り（月 - 木曜のメインキャスターは松尾由美子）、本番組への出演を継続している。
2022年10月9日放送分よりタイトルロゴを一部変更。テロップ類も『サタステ』と一部共通化された。
2023年4月2日放送分を最後に、『Jチャンネル』への出演に専念するため森川が降板（これにより同番組では月曜へも出演するようになった）。翌9日放送分からは『報道ステーション』でメインキャスターからフィールドキャスターに転じた渡辺瑠海（テレビ朝日アナウンサー）が、本番組にも出演するようになった。また、番組テーマ曲もVaundyの『美電球』に変更された。

### 番組終了へ
2020年秋のリニューアル以降、世帯平均視聴率9.8％と健闘し、2024年4月 - 9月においても民放各局のニュース・情報番組の中で、『サタステ』や『news every.』（日本テレビ系列）などとともに、視聴率トップの『報道ステーション』に次ぐ2番手争いを演じてきた本番組であったが、2024年10月より本番組が放送されていた日曜のプライムタイムにて、フリーアナウンサーで元NHKアナウンサーの有働由美子がメインキャスターを務める『有働Times』が新たに立ち上げられるのに伴い、本番組も同年9月29日放送分を最後に終了の運びとなった。番組最終回となった同日放送分も、世帯平均視聴率10.5%、個人平均視聴率5.8%と健闘を見せた。

## 歴代のキャッチフレーズ
- 2017年4月23日 - 2020年9月27日：ニュースな週末 みつめる日曜
- 2020年10月18日 - 2022年10月2日：明日へ向けて、再起動。
- 2022年10月9日 - 2024年9月29日：新しい明日へ「再起動」

## 出演者
メインキャスター・コメンテーター・サブキャスター・スポーツキャスター
| 2017.4.23 | 2018.3.25 | （配置なし） | 長野智子1 | 後藤謙次1・2   | 板倉朋希2・3 | 紀真耶3   |
| 2018.4.1 | 2020.9.27 | （配置なし） | 長野智子1 | 板倉朋希2・3   | 板倉朋希2・3 |           |
| 2020.10.18 | 2021.10.3 | 小木逸平2    | 森川夕貴2 | 週替わりゲスト | （配置なし） | 安藤萌々2 |
| 2021.10.10 | 2022.6.26 | 小木逸平2    | 森川夕貴2 | 太田昌克       | （配置なし） | 安藤萌々2 |
| 2022.7.3 | 2023.4.2  | 小木逸平2    | 森川夕貴2 | 太田昌克       | （配置なし） | 田原萌々  |
| 2023.4.9 | 2024.9.29 | 小木逸平2    | 渡辺瑠海2 | 太田昌克       | （配置なし） | 田原萌々  |
| - 長野・後藤・太田以外は全員テレビ朝日アナウンサー。 - 1 『報道ステーション SUNDAY』から続役。 - 2 『報道ステーション』と兼務（後藤は2020年3月、森川は2021年9月まで）。 - 3 『サタデーステーション』と兼務。 |           |              |           |                |              |           |

ニュースランキング・お天気キャスター・フィールドキャスター・注目ニュース 読みくらべ
| 2017.4.23 | 2018.3.25 | （配置なし） | 森川夕貴2  | 林美沙希1  | （配置なし） |
| 2018.4.1 | 2018.9.30 | 森川夕貴2    | 森川夕貴2  | 林美沙希1  | プチ鹿島     |
| 2018.10.7 | 2019.9.29 | 森川夕貴2    | 森川夕貴2  | 斎藤康貴   | プチ鹿島     |
| 2019.10.6 | 2020.3.29 | 久冨慶子     | 下村彩里2  | 斎藤康貴   | プチ鹿島     |
| 2020.4.5 | 2020.9.27 | 林美桜       | 佐藤ちひろ | 斎藤康貴   | プチ鹿島     |
| 2020.10.18 | 2023.4.2  | （配置なし） | 森川夕貴2  | 佐々木一真 | （配置なし） |
| 2023.4.9 | 2024.7.7  | （配置なし） | 渡辺瑠海2  | 佐々木一真 | （配置なし） |
| 2024.7.14 | 2024.9.29 | （配置なし） | 渡辺瑠海2  | 草薙和輝   | （配置なし） |
| - プチ鹿島以外は全員テレビ朝日アナウンサー。 - 1 『報道ステーション SUNDAY』から続役。 - 2 『報道ステーション』と兼務（後藤は2020年3月、森川は2021年9月まで）。 |           |              |            |            |              |

## 主なコーナー
- ニュース

ゴールデンタイム時代は、現在の土曜夜に放送されている『サタデーステーション』や前番組『ANN NEWS&SPORTS』と同様、放送開始時点までの24時間の主なニュース・最新のニュースが伝えられる。2017年上半期までは、「最新ニュース24h」として放送していた。これは、『ANN NEWS&SPORTS』の役割を持っている。
夕方時代は、前番組･前身枠となる『ANNスーパーJチャンネル（日曜版）』や『報道ステーション SUNDAY』と同様に最新のニュースが伝えられる。放送枠を日曜夕方に移動した2018年度からはオープニング直後と17時台後半にお届けしている。この為、『ANNスーパーJチャンネル』の日曜版の役割を持っている。
- スポーツ

ゴールデンタイム時代（第1期）は板倉と紀のコンビで、夕方時代は板倉が、ゴールデンタイム時代（第2期）は小木→安藤が伝える最新のスポーツニュースコーナー。前述したように、枠移動前は日本プロ野球（NPB）のシーズン中には、他局より早く21:30頃から放送している。放送枠を日曜夕方時代の2018年度から2020年度の上半期までは17:45頃から放送されていた。
ゴールデンタイム時代（第1期）、コーナーの最後には、「今日のガッツポーズ」（『報ステ』の「きょうの熱盛」に相当するミニ企画）を放送（放送しない場合もあった）。放送日の主なスポーツイベントから、選手がガッツボーズを披露した瞬間の映像をダイジェスト形式で流す。NPBの試合に特化した「きょうの熱盛」と違って、プロ野球以外のスポーツや、日本以外の国で催されたスポーツイベントもダイジェストの対象に含めていることが特徴。
ゴールデンタイム時代（第2期）、コーナーの最後には、「スポ神」（『報ステ』の「きょうの熱盛」に相当するミニ企画）を放送。コーナー冒頭では安藤がゴルフなどに挑戦してからタイトルコールをするのが恒例になっている。『ANN NEWS&SPORTS』終了以降、本番組が事実上でその番組の役割を担っている。
- 日曜のカンニングペーパー

トレンドから時代を見つめる特集コーナー。
- 天気予報

森川が全国の天気を伝える。 2018年3月25日までは、21:30頃にテレビ朝日屋上や毛利庭園から、全国の天気を伝えていた。夕方時代の2020年9月27日までは、森川→下村→佐藤が関東の天気を伝える。番組終盤の関東ローカル枠での放送となり、テレビ朝日と熊本朝日放送、山形テレビ（2020年5月以降、17:49ごろに放送される場合のみ）、長野朝日放送（不定期）以外では放送されない。

### 過去のコーナー
- 注目ニュース 読みくらべ

夕方時代に新設されたコーナー。プチ鹿島が担当する。各紙の新聞読みくらべについて解説するコーナー。16時台か17時台前半に行われる。
- Sunday Station Weekly Ranking

夕方時代に新設されたコーナー。主に17時台前半に行われている。朝日新聞デジタルで注目された1週間のニュースランキングトップ10を紹介。森川→久冨→林と板倉が担当。『報ステSUNDAY』の「ビッグデーターキーワードランキング」と似たコーナー。
- 今週の言葉

夕方時代に新設されたコーナー。言葉で伝える特集コーナー。
- 特集（○○）station

「日曜目線で切り取る」と称して、さまざまな内容を取り上げる。○○にはその特集の内容に応じた言葉が入る。
- もしもし後藤です・後藤さんがズバリ

後藤が話題のニュースの当事者に電話取材しその背景を解説する。後者は電話取材がない場合である以外前者と同じ。夕方時代は番組終盤の関東ローカル枠での放送となり、テレビ朝日と熊本朝日放送、山形テレビ（2020年5月以降、17:49ごろに放送される場合のみ）、長野朝日放送（不定期）以外では放送されない。また、短縮放送で後藤が出演しない場合はコーナー休止となる（その場合、天気予報の時間が通常より数分繰り下げられる）。

## ネット局
| 放送対象地域   | 放送局                        | 系列           | 放送日時                                                                                         | 放送日時             |
| 放送対象地域   | 放送局                        | 系列           | ゴールデンタイム時代                                                                             | 夕方時代             |
| -------------- | ----------------------------- | -------------- | ------------------------------------------------------------------------------------------------ | -------------------- |
| 関東広域圏     | テレビ朝日（EX） 【制作局】   | テレビ朝日系列 | 日曜日 20:54 - 21:54 （第1期） ↓ 日曜日 21:00 - 21:55 （第2期） ↓ 日曜日 21:00 - 22:00 （第2期） | 日曜日 16:30 - 18:00 |
| 新潟県         | 新潟テレビ21（UX）            | テレビ朝日系列 | 日曜日 20:54 - 21:54 （第1期） ↓ 日曜日 21:00 - 21:55 （第2期） ↓ 日曜日 21:00 - 22:00 （第2期） | 日曜日 16:30 - 18:00 |
| 長野県         | 長野朝日放送（abn）           | テレビ朝日系列 | 日曜日 20:54 - 21:54 （第1期） ↓ 日曜日 21:00 - 21:55 （第2期） ↓ 日曜日 21:00 - 22:00 （第2期） | 日曜日 16:30 - 18:00 |
| 石川県         | 北陸朝日放送（HAB）           | テレビ朝日系列 | 日曜日 20:54 - 21:54 （第1期） ↓ 日曜日 21:00 - 21:55 （第2期） ↓ 日曜日 21:00 - 22:00 （第2期） | 日曜日 16:30 - 18:00 |
| 香川県・岡山県 | 瀬戸内海放送（KSB）           | テレビ朝日系列 | 日曜日 20:54 - 21:54 （第1期） ↓ 日曜日 21:00 - 21:55 （第2期） ↓ 日曜日 21:00 - 22:00 （第2期） | 日曜日 16:30 - 18:00 |
| 北海道         | 北海道テレビ（HTB）☆          | テレビ朝日系列 | 日曜日 20:54 - 21:54 （第1期） ↓ 日曜日 21:00 - 21:55 （第2期） ↓ 日曜日 21:00 - 22:00 （第2期） | 日曜日 16:30 - 17:55 |
| 青森県         | 青森朝日放送（ABA）           | テレビ朝日系列 | 日曜日 20:54 - 21:54 （第1期） ↓ 日曜日 21:00 - 21:55 （第2期） ↓ 日曜日 21:00 - 22:00 （第2期） | 日曜日 16:30 - 17:55 |
| 岩手県         | 岩手朝日テレビ（IAT）         | テレビ朝日系列 | 日曜日 20:54 - 21:54 （第1期） ↓ 日曜日 21:00 - 21:55 （第2期） ↓ 日曜日 21:00 - 22:00 （第2期） | 日曜日 16:30 - 17:55 |
| 宮城県         | 東日本放送（KHB）☆            | テレビ朝日系列 | 日曜日 20:54 - 21:54 （第1期） ↓ 日曜日 21:00 - 21:55 （第2期） ↓ 日曜日 21:00 - 22:00 （第2期） | 日曜日 16:30 - 17:55 |
| 秋田県         | 秋田朝日放送（AAB）           | テレビ朝日系列 | 日曜日 20:54 - 21:54 （第1期） ↓ 日曜日 21:00 - 21:55 （第2期） ↓ 日曜日 21:00 - 22:00 （第2期） | 日曜日 16:30 - 17:55 |
| 山形県         | 山形テレビ（YTS）             | テレビ朝日系列 | 日曜日 20:54 - 21:54 （第1期） ↓ 日曜日 21:00 - 21:55 （第2期） ↓ 日曜日 21:00 - 22:00 （第2期） | 日曜日 16:30 - 17:55 |
| 福島県         | 福島放送（KFB）               | テレビ朝日系列 | 日曜日 20:54 - 21:54 （第1期） ↓ 日曜日 21:00 - 21:55 （第2期） ↓ 日曜日 21:00 - 22:00 （第2期） | 日曜日 16:30 - 17:55 |
| 静岡県         | 静岡朝日テレビ（SATV）        | テレビ朝日系列 | 日曜日 20:54 - 21:54 （第1期） ↓ 日曜日 21:00 - 21:55 （第2期） ↓ 日曜日 21:00 - 22:00 （第2期） | 日曜日 16:30 - 17:55 |
| 中京広域圏     | 名古屋テレビ（メ〜テレ/NBN）☆ | テレビ朝日系列 | 日曜日 20:54 - 21:54 （第1期） ↓ 日曜日 21:00 - 21:55 （第2期） ↓ 日曜日 21:00 - 22:00 （第2期） | 日曜日 16:30 - 17:55 |
| 近畿広域圏     | 朝日放送テレビ（ABC TV）☆     | テレビ朝日系列 | 日曜日 20:54 - 21:54 （第1期） ↓ 日曜日 21:00 - 21:55 （第2期） ↓ 日曜日 21:00 - 22:00 （第2期） | 日曜日 16:30 - 17:55 |
| 広島県         | 広島ホームテレビ（HOME）☆     | テレビ朝日系列 | 日曜日 20:54 - 21:54 （第1期） ↓ 日曜日 21:00 - 21:55 （第2期） ↓ 日曜日 21:00 - 22:00 （第2期） | 日曜日 16:30 - 17:55 |
| 山口県         | 山口朝日放送（yab）           | テレビ朝日系列 | 日曜日 20:54 - 21:54 （第1期） ↓ 日曜日 21:00 - 21:55 （第2期） ↓ 日曜日 21:00 - 22:00 （第2期） | 日曜日 16:30 - 17:55 |
| 愛媛県         | 愛媛朝日テレビ（eat）         | テレビ朝日系列 | 日曜日 20:54 - 21:54 （第1期） ↓ 日曜日 21:00 - 21:55 （第2期） ↓ 日曜日 21:00 - 22:00 （第2期） | 日曜日 16:30 - 17:55 |
| 福岡県         | 九州朝日放送（KBC）☆          | テレビ朝日系列 | 日曜日 20:54 - 21:54 （第1期） ↓ 日曜日 21:00 - 21:55 （第2期） ↓ 日曜日 21:00 - 22:00 （第2期） | 日曜日 16:30 - 17:55 |
| 長崎県         | 長崎文化放送（NCC）           | テレビ朝日系列 | 日曜日 20:54 - 21:54 （第1期） ↓ 日曜日 21:00 - 21:55 （第2期） ↓ 日曜日 21:00 - 22:00 （第2期） | 日曜日 16:30 - 17:55 |
| 熊本県         | 熊本朝日放送（KAB）           | テレビ朝日系列 | 日曜日 20:54 - 21:54 （第1期） ↓ 日曜日 21:00 - 21:55 （第2期） ↓ 日曜日 21:00 - 22:00 （第2期） | 日曜日 16:30 - 17:55 |
| 大分県         | 大分朝日放送（OAB）           | テレビ朝日系列 | 日曜日 20:54 - 21:54 （第1期） ↓ 日曜日 21:00 - 21:55 （第2期） ↓ 日曜日 21:00 - 22:00 （第2期） | 日曜日 16:30 - 17:55 |
| 鹿児島県       | 鹿児島放送（KKB）             | テレビ朝日系列 | 日曜日 20:54 - 21:54 （第1期） ↓ 日曜日 21:00 - 21:55 （第2期） ↓ 日曜日 21:00 - 22:00 （第2期） | 日曜日 16:30 - 17:55 |
| 沖縄県         | 琉球朝日放送（QAB）           | テレビ朝日系列 | 日曜日 20:54 - 21:54 （第1期） ↓ 日曜日 21:00 - 21:55 （第2期） ↓ 日曜日 21:00 - 22:00 （第2期） | 日曜日 16:30 - 17:55 |

- 日曜夕方時代、ネット局により放送終了時刻にずれがある。これは番組終盤に設定されているローカル枠の途中で早く切り上げ、別のミニ番組を放送する局があるためである。なお、テレビ朝日以外のネット局では、番組終了時にテレビ朝日が地方局向けに制作した5秒間のエンドタイトル映像を流している（ただし流れない局もある）。
- 日曜夕方に放送していた2018年4月から2020年9月までは、本番組の後半（17:25 - 17:51〈2020年度からは17:49〉）を全国ニュースパートに充てていた。そのため、本番組の放送時間帯で以下の事例に該当する系列局では、16:30 - 17:25までのパートを臨時にネット返上とし、17:25に飛び乗り形式で本番組を途中から放送していた。なお、17:25から飛び乗る場合には、全国ニュースパートおよびローカルニュースのみ放送。全国ニュースパートでは、タイトル映像や出演者の挨拶を割愛したうえで、ネームテロップのみ表示していた。こうした事情から、ネットスポンサーが付くのは17:35以降（2020年度は17:12頃）となっていた（17:25からネットする局がある場合は、通常17:35頃〈2020年度は17:12頃〉に行うローカルスポンサーの読み上げが、17:24に読み上げられた）。
  - 日本野球機構加盟プロ野球球団の本拠地が放送対象地域内にある系列局（放送局欄で☆マークを付けた局=北海道テレビ・東日本放送・名古屋テレビ・朝日放送テレビ・広島ホームテレビ・九州朝日放送）で、プロ野球中継（主にローカル放送）の放送時間を、本番組の放送枠内に設定した延長オプション（最大17:25）の行使によって延長する場合。
  - 朝日放送テレビが、毎年7月に『ABCお笑いグランプリ』を本番組の放送枠内で放送する場合。
  - 朝日放送テレビは、2018・2019年8月の全国高校野球選手権大会期間中はプロ野球中継時と事情が異なり、17:25時点で中継が続いている場合は全編ネット返上となっていた。ただ、16時台終盤もしくは17時台前半に中継が終了した場合はプロ野球中継時と同様の対応を取っていた（雨天中止もしくは16:30以前に中継が終了した場合は通常通り16:30からネット）。全編ネット返上となった場合は、中継終了後に『ABCニュース』を代替で放送した。なお、2020年は新型コロナウイルスの影響で全国高校野球選手権大会が開催中止となったものの、同様の理由で開催中止になった同年の選抜高校野球に出場予定だった32校が参加する交流大会が8月10日 - 17日の日程で行われ、朝日放送テレビでも全試合の生中継を実施。このうち、大会期間中唯一日曜日と重なった8月16日については、17:25まで関西ローカルの中継番組を放送した後、本番組は17:25からの飛び乗りでネット受けした。

## 放送時間
- すべて日本時間で表す。

| 期間       | 期間      | 放送時間（JST）            |
| ---------- | --------- | -------------------------- |
| 2017.4.23  | 2018.3.25 | 日曜 20:54 - 21:54（60分） |
| 2018.4.1   | 2020.9.27 | 日曜 16:30 - 18:00（90分） |
| 2020.10.18 | 2023.3.19 | 日曜 21:00 - 21:55（55分） |
| 2023.4.16  | 2024.9.29 | 日曜 21:00 - 22:00（60分） |

## 放送時間・中止の備考
ゴールデンタイム時代（第1期）
- 前述の通り、後期を中心に特番編成の都合で時間変更・休止となる事例が頻発し、休止となった場合は代替として当日深夜、または翌日未明に5 - 15分間の『ANNニュース』または『ANN NEWS&SPORTS』を放送した。

夕方時代
- 年末年始と重なる場合は特別編成のため休止され、代替として17時台または18時台に30分間の『ANNスーパーJチャンネル』が編成された。また、スポーツ中継などに伴う特別編成で、放送時間が拡大もしくは大幅短縮となる場合があった。その際、後者の場合コメンテーターは出演しなかった。

ゴールデンタイム時代（第2期）
- 特番編成の都合上、時間変更・短縮となる事例がゴールデン時代第1期より増加し、主に朝日放送テレビ制作番組の『ポツンと一軒家』や長時間特番によるケースが多く見られた。一方で、年末年始や国政選挙の投開票日と重なる場合（後者の場合は平日の『報道ステーション』をベースとした開票特別番組『選挙ステーション』を放送[注 10]）以外で休止することは無く、23:00頃以降に開始する場合でも30分の短縮版で必ず放送される（一部例外あり、詳細は後述）。年末年始と重なる場合は特別編成のため休止され、代替として当日深夜または翌日未明に10分間の『ANNニュース』が編成される。
- 年末に『M-1グランプリ』（朝日放送テレビ放送制作）が放送される際には、放送終了直後に本番組を放送せず、自社制作のバラエティ番組を挟んで23時台に本番組を放送するのが通例となっている。（2020 - 2022年は22時台のバラエティ番組との事実上枠交換による）
- 特番などによる放送の休止・内容・時間変更、『選挙ステーション』放送時以外で休止となったケースは以下の通り。
  - 2020年12月27日…本来の時間帯にスペシャルドラマが編成された関係もあり、16:30 - 18:00に繰り上げ・拡大の上「年末スペシャル」として放送（『ANNスーパーJチャンネル』は休止、本番組内でその代替となるニュースも挿入した）。深夜の最終版ニュースは23:55 - 翌0:05に『ANNニュース』を放送し対応した。
  - 2021年7月25日…8:30 - 23:00に東京オリンピックの中継・ハイライト特番を、23:00 - 翌2:00に『東京五輪プレミアム』をそれぞれ放送するため、番組自体を休止。後者の番組内で代替の『ANNニュース』を放送した。
  - 2021年12月12日…通常より30分拡大の21:00 - 22:25にて放送。翌々週26日は年末特別編成のため1時間繰り下げて放送。
  - 2022年10月23日…当初、通常より4分繰り上げの20:56より開始予定とされていたが[注 11]、当日直前の時間帯にて放送されていた『プロ野球SMBC日本シリーズ2022第2戦 東京ヤクルト×オリックス』の放送時間が60分延長されたため、21:56より放送開始。もっとも、この時点でもまだ試合は継続中であったため、番組開始後も本番組に内包する形で試合終了直後の23:08頃まで試合中継を継続。その後通常のニュースや天気予報を放送し、最終的に23:31まで枠拡大された[注 12]。
  - 2022年11月27日…18:40 - 翌1:00に『2022 FIFAワールドカップ 日本×コスタリカ&ベルギー×モロッコ』中継と、ワールドカップハイライトのコンプレックス番組を放送[注 13]するため番組自体を休止。28日1:00 - 1:10に代替の『ANNニュース』を放送した。
  - 2022年12月18日…『M-1グランプリ』を放送する関係上、2020年・2021年の同番組放送時と同様の対応を取った。翌週25日は年末特別編成のため1時間繰り下げて放送。
  - 2023年5月21日は第49回先進国首脳会議（G7広島サミット）開催に伴い、G7拡大版SPとして、22:30まで放送時間を拡大。
  - 2023年7月16日…19:00 - 21:56に『ポツンと一軒家』（朝日放送テレビ制作）の3時間スペシャルを放送のため、直後の時間帯に放送される同局制作の日10ドラマの休止[注 14]に伴う穴埋めを兼ねる形で、1時間繰り下げ・6分短縮（22:00 - 22:54）の上放送した（事実上の枠交換）。
  - 2023年7月23日…19:50 - 22:00に『世界水泳福岡2023 競泳・第1日』中継を、22:00（一部地域は22:06）から『第151回全英オープンゴルフ・最終日』中継をそれぞれ放送のため、番組自体を休止。後者の番組内で代替の『ANNニュース』を放送した。
  - 2023年12月24日…『M-1グランプリ』を放送する関係上、2020年・2021年の同番組放送時と同様の対応を取った。
  - 2024年1月7日…本来の時間帯で放送予定だったが、同年1月1日に放送予定だった『芸能人格付けチェック』お正月スペシャルが令和6年能登半島地震の緊急報道特別番組の影響で振替放送されたため、22:00 - 22:56に放送。

## テーマ曲
1. 2017年4月23日 - 2020年9月27日：桑原あい・石若駿「Dear Family」[26]
  - スポーツコーナー：KAZSIN「Two-Seam」[27]
  - エンディング：2017年4月23日 - 2019年9月29日：ディーン・フジオカ「Unchained Melody」[28]
  - エンディング：2019年10月6日 - 2020年9月27日：ディーン・フジオカ「Made In JPN」
  - お天気コーナーテーマ曲：日替わり制[注 15][注 16]
2. 2020年10月18日 - 2023年4月2日：緑黄色社会「LADYBUG」[29]
3. 2023年4月9日 - 2024年9月29日：Vaundy「美電球」[30]